# 扎哈罗夫农村居民点 (科捷利尼科沃区)
扎哈罗夫农村居民点（俄语：Захаровское сельское поселение）是俄罗斯联邦伏尔加格勒州科捷利尼科沃区所属的一个农村居民点。其下辖有2个居民点，行政中心为扎哈罗夫。据2016年统计，该农村居民点的人口为628人。